# Епархия Нагои
 Епархия Нагои  (лат. Dioecesis Nagoyaensis) — епархия Римско-Католической церкви с центром в городе Нагоя, Япония. Епархия Нагои входит в митрополию Осаки. Кафедральным собором епархии Нагои является церковь святых Петра и Павла.

## История
18 февраля 1922 года Римский папа Пий XI издал бреве «In hac sublime», которой учредил апостольскую префектуру Нагои, выделив её из апостольского викариата Ниигаты (сегодня — Епархия Ниигаты) и архиепархии Токио. Первым ординарием апостольской префектуры Нагои был назначен священник из монашеской конгрегации вербистов Йозеф Райнерс.
16 апреля 1962 года Римский папа Иоанн XXIII выпустил буллу «Praefectura Apostolica», которой преобразовал апостольскую префектуру Нагои в епархию.

## Ординарии епархии
- священник Йозеф Райнерс SVD[1] (28.06.1926 — 1941);
- епископ Пётр Магосиро Мацуока (13.12.1945 — 26.06.1969);
- епископ Алоизий Нобуо Сома (26.06.1969 — 5.04.1993);
- епископ Августин Дзюнъити Номура (5.04.1993 — 29.03.2015);
- епископ Михаил Горо Мацуура (29.03.2015 — по настоящее время).

## Источник
- Annuario Pontificio, Libreria Editrice Vaticana, Città del Vaticano, 2003, ISBN 88-209-7422-3
- Бреве In hac sublimi, AAS 14 (1922), стр. 184  (лат.)
- Bolla Praefectura Apostolica, AAS 55 (1963), стр. 135  (лат.)